# Władimir Iljin (filozof)
Władimir Nikołajewicz Iljin, ros. Владимир Николаевич Ильин (ur. 16 sierpnia 1891 r. we Władowce w guberni kijowskiej, zm. 23 października 1974 r.) – rosyjski wykładowca akademicki, emigracyjny filozof, teolog i muzykolog, pisarz i publicysta, propagandysta antysowiecki podczas II wojny światowej

## Życiorys
Ukończył wydziały: fizyczno-matematyczny, historyczno-filologiczny i filozoficzny uniwersytetu w Kijowie. Następnie ukończył klasę kompozycji w kijowskim konserwatorium. Od 1918 r. był docentem uniwersytetu w Kijowie. Na pocz. 1919 r. wyjechał z Rosji do Konstantynopola, gdzie prowadził odczyty dotyczące filozofii, a potem do Berlina, gdzie ukończył studia teologiczne. Od 1922 r. był członkiem Akademii Religijno-Filozoficznej. Głównym motywem jego działalności naukowej był los Rosji. W 1923 r. związał się z jewrazyjskimi środowiskami emigracji rosyjskiej, ale zerwał z nimi w 1929 r. pod zarzutem lojalności wobec bolszewizmowi. W 1925 r. został profesorem Teologicznego Instytutu Prawosławnego w Paryżu. Wykładał w uczelniach wyższych w Berlinie i Paryżu. Był autorem wielu publikacji i artykułów naukowych. Podczas II wojny światowej zaangażował się w działalność niemieckich instytucji zajmujących się propagandą antysowiecką. Publikował artykuły w berlińskim piśmie „Nowoje słowo”. W 1949 r. został profesorem Konserwatorium Rosyjskiego w Paryżu.